# Sean McMeekin

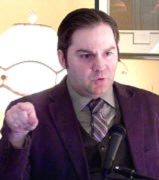
Sean McMeekin

Sean McMeekin (* 10. Mai 1974 in Idaho) ist ein US-amerikanischer Historiker.

## Leben
McMeekin wuchs in Rochester, New York auf und studierte Geschichte an der Stanford University (B.A. 1996) und der University of California, Berkeley (M.A. 1998 und Ph.D. 2001) sowie in Paris, Berlin und Moskau. Er war u. a. Inhaber der Henry Chauncey Jr. '57 Postdoctoral Fellowship in Yale und Stipendiat am Remarque Institute in New York. McMeekin unterrichtete in der Türkei als Assistant Professor am Centre for Russian Studies an der Bilkent-Universität in Ankara und am College of Social Sciences and Humanities der Koç Üniversitesi in Istanbul. Derzeit ist er Professor in History am Bard College in New York.
Seine Forschungsschwerpunkte sind Neuere Deutsche und Russische Geschichte, Kommunismus und Erster Weltkrieg. Er ist Autor von Büchern und Aufsätzen, erschienen in Fachzeitschriften wie Contemporary European History und Communisme.
McMeekin ist verheiratet und Vater zweier Kinder.
Sein jüngstes Buch (Stalin's War) erschien in Deutschland bei der rechtsextremen Verlagsgesellschaft Berg.

## Auszeichnungen
- 2010: Norman B. Tomlinson Jr. Book Prize für The Russian Origins of the First World War
- 2011: Barbara Jelavich Book Prize für The Berlin-Baghdad Express
- 2015: Arthur Goodzeit Book Award für The Ottoman Endgame
- 2016: Historikerpreis der Erich-und-Erna-Kronauer-Stiftung

## Schriften (Auswahl)
- The Red Millionaire. A Political Biography of Willi Münzenberg, Moscow’s Secret Propaganda Tsar in the West. Yale University Press, New Haven 2003, ISBN 0-300-09847-2.
- History’s Greatest Heist. The Looting of Russia by the Bolsheviks. Yale University Press, New Haven 2009, ISBN 978-0-300-13558-9.
- The Berlin-Baghdad Express. The Ottoman Empire and Germany’s Bid for World Power. Belknap Press of Harvard University Press, Cambridge 2010, ISBN 978-0-674-05739-5.
- The Russian Origins of the First World War.  Belknap Press of Harvard University Press, Cambridge 2011, ISBN 978-0-674-06210-8.

- Deutsche Übersetzung von Franz Leipold: Russlands Weg in den Krieg. Der Erste Weltkrieg – Ursprung der Jahrhundertkatastrophe. Europa Verlag, Berlin u. a. 2014, ISBN 978-3-944305-63-9.

- July 1914. Countdown to War. Basic Books, New York 2013, ISBN 978-0-465-03145-0.

- Deutsche Übersetzung von Franz Leipold: Juli 1914. Der Countdown in den Krieg. Europa Verlag, Berlin u. a. 2014, ISBN 978-3-944305-48-6.

- The Ottoman Endgame: War Revolution and the Making of the Modern Middle East, 1908–1923. Penguin Press, New York 2015, ISBN 978-1-59420-532-3.
- The Russian Revolution: A New History. Basic Books, New York 2017, ISBN 978-0-465-03990-6.
- Stalin’s War: A New History of World War II. Basic Books, New York 2021, ISBN 978-1-5416-7279-6.

- Deutsche Übersetzung von Gert Rautenberg: Es war Stalins Krieg. Druffel & Vowinckel-Verlag. Gilching 2023, ISBN 978-3-8061-1286-3.